# ديك دوللي
ديك دوللي (بالإنجليزية: Dick Dolly)‏ هو لاعب كرة قدم أمريكية أمريكي، ولد في 12 ديسمبر 1917 في Onego, West Virginia ‏ في الولايات المتحدة، وتوفي في 30 مايو 1959 في نورث أوغوستا في الولايات المتحدة.